# Oh Yeong-su
Oh Yeong-su (Paju, 19 ottobre 1944) è un attore sudcoreano.
Nel 2021 ha rappresentato l'anziano partecipante Oh Il-nam nel survival drama Netflix Squid Game, per il quale si è aggiudicato un Golden Globe.

## Carriera

### Teatro
Oh ha iniziato a recitare nel 1963 come membro di un gruppo teatrale chiamato "The Square". Fu un membro della National Theater Company of Korea dal 1987 al 2010, dove lavorò con attori come Jang Min-oh che Oh considera il suo mentore. Durante la sua carriera ha fatto spettacoli di "A confession for a black prostitute (흑인 창녀를 위한 고백, l'adattamento teatrale di Albert Camus del romanzo intitolato Requiem per una monaca di William Faulkner. Il cambio del titolo originale a uno più esplicito provocò controversie)", Re Lear, Un tram che si chiama Desiderio e Il mercante di Venezia. 
Nei suoi trent'anni, interpretò il Dottor Faust nel Faust. A posteriori, disse che probabilmente era troppo giovane per il ruolo a quei tempi. Nei suoi cinquant'anni, interpretò il personaggio del titolo nel Riccardo III. Disse che non fu mai soddisfatto della sua interpretazione perché si sentiva troppo vecchio per il ruolo. Nei suoi sessant'anni, espresse il desiderio di interpretare Willy Loman in Morte di un commesso viaggiatore.
Nel 2014 Oh interpretò Prospero nello spettacolo del Teatro Nazionale di Corea de La Tempesta di William Shakespeare per celebrare il 450º anniversario della nascita di Shakespeare.
Oh interpretò un Yeonguijeong nell'opera Prince Yeonsangun, the Problematic Figure a luglio 2015 e Vasíly nell'opera Fathers and Sons, basata sull'omonimo romanzo, ad agosto 2015.
Nel 2017 interpretò il personaggio del titolo nel Re Lear in uno spettacolo con la Taegu Metropolitan Theater Company. Aveva precedentemente fatto uno spettacolo del Re Lear nel Daejeon Museum of Art nel 2010. Nel 2021 è stato rivelato che avrebbe interpretato il ruolo di Sigmund Freud nell'opera "Freud's Last Session", il cui primo spettacolo si terrà il 7 gennaio 2022 a Daehangno.

### Cinema e televisione
Ha spesso rappresentato monaci sul grande schermo. Grazie alla sua esperienza nelle opere teatrali buddhiste ha ottenuto ruoli simili per il cinema e la televisione. 
Nel 2021 ha interpretato l'anziano partecipante Oh Il-nam nella serie originale Netflix Squid Game. La serie, che è diventato lo show più visto al mondo su Netflix nel suo primo mese di distribuzione, ha portato nuova attenzione su Oh, che ne è rimasto sorpreso ed entusiasta.

### Controversie
Nel novembre 2022 l'attore venne incriminato per molestie sessuali ai danni di una donna che avrebbe aggredito sessualmente nel 2017, venendo accusato inoltre di aver abbracciato in modo inappropriato, rivolto commenti osceni, dormito nello stesso letto e baciato la vittima in molteplici occasioni. Il processo a carico dell'attore ebbe inizio nel febbraio 2024. Sebbene si sia più volte proclamato innocente durante le sedute, Oh Yeong-su venne condannato a otto mesi di carcere con la condizionale, oltre all'obbligo di frequentare 40 ore di corsi sulla violenza sessuale.

## Filmografia

### Cinema
- Dong-seung, regia di Joo Kyung-jung (2003)
- Primavera, estate, autunno, inverno... e ancora primavera (Bom yeoreum gaeul gyeoul geurigo bom), regia di Kim Ki-duk (2003)

### Televisione
- Seondeok yeo-wang – serie TV, 14 episodi (2009)
- Squid Game ( 오징어게임?, Ojing-eo ge-imLR) – serie TV, 9 episodi (2021)

### Cortometraggi
- Invited, regia di Seo Yun Hong (2015)

## Riconoscimenti
- Golden Globe
  - 2022 – Migliore attore non protagonista in una serie per Squid Game

## Doppiatori italiani
Nelle versioni in italiano nelle opere in cui ha recitato, Oh Yeong-su è stato doppiato da:
- Gianni Giuliano in Squid Game
- Carlo Valli in Primavera, estate, autunno, inverno... e ancora primavera